# هری بابکاک
هری بابکاک (انگلیسی: Harry Babcock؛ ۱۵ دسامبر ۱۸۹۰ – ۵ ژوئن ۱۹۶۵) ورزشکار پرش با نیزه اهل ایالات متحده آمریکا بود.
وی در مسابقات کشوری و بین‌المللی در مجموع برندهٔ ۱ مدال طلا شده‌است.